# 白い牛のバラッド
『白い牛のバラッド』（しろいうしのバラッド、ペルシア語: قصیده گاو سفید, ラテン文字転写: Ghasideyeh gave sefid、英題：Ballad of a White Cow）は2020年のイラン・フランスのドラマ映画。
監督はベタシュ・サナイハとマリヤム・モガッダム、出演はマリヤム・モガッダムとアリレザ・サニファルなど。
夫を冤罪による死刑で失ったシングルマザーがさらなる過酷な事態に直面する姿を通じてイランにおける死刑制度の是非を問い、様々な映画祭で評判を呼びながらも、イラン本国では上映禁止処分を受けた作品である。
2020年2月にイランの首都テヘランで開催された第38回ファジル国際映画祭で初上映されたのち、第71回ベルリン国際映画祭など様々な映画祭で上映された。
原題「قصیده گاو سفید（白牛への頌歌）」にもある「白い牛」はイスラム教の聖典コーランに記された古代の寓話に由来しており、死を宣告された無実の人間のメタファーである。

## ストーリー
ミナの夫ババクは殺人罪で死刑に処される。1年後、ミナは牛乳工場で働きながら聾唖の1人娘ビタを育てている。ある日、裁判所に呼び出されたミナは夫が無実だったことが判明したと知らされる。高額の賠償金で全てを片付けようとしている裁判所のやり方に納得の行かないミナは死刑判決を下した判事に謝罪を要求しようとするが、裁判所は全く相手にしない。
そんなある日、ミナのアパートにレザと名乗る中年男性が現れる。レザはババクの旧友で借りていた金を返しに来たのだという。初めのうちはレザを不審に思っていたミナだったが、以後も何かと親切にしてくれるレザに徐々に心を開いていき、娘ビタもレザに懐いていく。ところが、ミナが親戚でもない男性のレザを部屋に入れるのを目撃した家主はミナにアパートを出て行くように言い渡す。ミナは引っ越し先を探そうと不動産屋を訪ねるが、未亡人に部屋を貸してくれる家主はいない。そんな状況を知ったレザは、使っていないアパートの部屋を好条件でミナに貸すことを申し出る。こうしてミナとレザの距離はさらに近づく。
しかし、レザこそがババクに死刑判決を下した判事であり、罪の意識から判事を辞め、ミナとビタに償いをするために近づいたのである。
ある日、レザと縁を切るように家を出て兵役についた1人息子マイサムが薬物の過剰摂取で亡くなり、そのショックでレザが倒れる。レザを病院に連れて行ったミナは、心臓発作の危険があるレザから目を離さないようにとの医師の指示に従い、レザから借りて住むようになった部屋にレザを連れ帰って世話をすることにする。こうしてレザと同居生活を始めたミナはレザにますます惹かれていき、心身ともに弱りきっていたレザもまたミナの想いを受け入れ、2人は結ばれてしまう。
一方、ババクの父親はミナがババクの貯金を隠し持っていると疑い、ババクの弟を使ってミナに同居を迫る。しかし、ミナが拒絶すると、ミナに親の資格はないとして、ビタの親権を奪おうと訴えを起こすが、判事はミナに有利な裁定を下す。ミナはレザとともに喜びを分かち合うが、ババクの弟からの電話で、レザこそがババクに死刑判決を下した判事であることを知らされる。激しいショックを受けたミナはレザを毒殺することも考えるが、レザをアパートに残し、ビタを連れて出て行く。

## キャスト
- ミナ: マリヤム・モガッダム（ペルシア語版） - 夫ババクを冤罪による死刑で失った未亡人。
- レザ: アリレザ・サニファル（ペルシア語版） - ババクの友人と名乗る中年男性。
- ババクの弟: プーリア・ラヒミサム（ペルシア語版）
- ビタ: アヴィン・プルラウフィ - ミナとババクの1人娘。聾唖。
- レザの同僚: ファリド・ゴーバディ
- ミナの隣人: リリ・ファルハドプール（ペルシア語版） - アパートの家主の妻。

## 製作
主演も務めた監督のマリヤム・モガッダムは、幼い頃に父親が政治的な理由で処刑された過去があり、自身の母親に触発されて、パートナーのベタシュ・サナイハとともに本作を執筆・監督し、母へと捧げている。
サナイハとモガッダムの両監督は、タイトルにある「白い牛」は、イスラム教の聖典コーランに記された古代の寓話に由来しており、死を宣告された無実の人間のメタファーであるだけでなく、主人公が見る牛の夢やミルクなど、脚本の中で繰り返し出てくるテーマであり、ペルシャの文化や文学、特に詩において非常に強い存在感を持っているメタファーやダブルミーニングといった複層的な解釈として取り入れたと述べている。
主人公の聾唖の娘ビタを演じたアヴィン・プルラウフィは聴覚障害のある両親に育てられた子ども「コーダ」で実際に手話に熟練しており、母親役のモガッダムにはプルラウフィの母親が手話を教えた。

## 公開
イランでは2020年2月の第38回ファジル国際映画祭で3回上映されたが、その後、政府の検閲により劇場公開の許可が下りなかった。

## 作品の評価
アロシネによれば、フランスの19のメディアによる評価の平均点は5点満点中3.5点である。
Rotten Tomatoesによれば、25件の評論のうち高評価は88%にあたる22件で、平均点は10点満点中7.7点、批評家の一致した見解は「『白い牛のバラッド』は、司法制度がいかに痛ましい失敗をすることがあるのか、そしてその失敗が影響を受ける人々の人生をいかに苦しめることがあるのかを、繊細且つ堅実に力強く描いている。」となっている。
批評家から概ね高評価を受ける一方で、カイエ・デュ・シネマのオリヴィア・クーパー＝ハディアンは「アスガル・ファルハーディーと同様、ここではすべてが機能的である。様々なシーンは苦悩以外の何も欲しないキャラクターを押し潰す仕組みの歯車のように見える。」と酷評している。